# Дженіс Дікінсон
Дженіс Дорін Дікінсон (англ. Janice Doreen Dickinson; нар. 15 лютого 1955) — американська супермодель, акторка, фотографка і письменниця. Позиціонує себе як перша у світі супермодель. З 2003 року бере участь у різних телепроєктах:«America's Next Top Model»,«The Surreal Life»,«Abbey & Janice: Beauty & The Best».

## Біографія
Народилася в Брукліні, одному з районів Нью-Йорка, в сім'ї Рея і Джені Дікінсон. Дитинство і юність провела в Голлівуді, штат Флорида. Має білорусько-польські корені. Її мати за походженням полька, а батько — білорус.
Сім'я Дженіс не була благополучною. Батьки заробляли мало. Мати працювала медсестрою, батько — у службі ВМС. При цьому в їхньому будинку постійно чулися крики і лайка; батько бив членів родини. У своїй книзі «Ніхто не захистить» («No Lifeguard on Duty: The Accidental Life of the World's First Supermodel») Дікінсон пише, що батько з 5 років ґвалтував одну з двох її сестер, а коли Дженіс виповнилося 9, застосовував сексуальне насильство і щодо неї. За словами письменниці, її батько був монстром, який психологічно знущався над нею під носом у матері, не раз повторюючи їй, поки вона росла: «Ти ніколи не являтимеш собою що-небудь!». Однак Дженніс довела зворотнє.
У 1973 році Дженіс закінчила середню школу. Вирішивши стати фотомоделлю, на початку 1970-х рр. повернулася до Нью-Йорку.